# Швидкі шахи
Швидкі шахи — різновид шахів, в якому кожен із супротивників має виконати свої ходи за менший часовий проміжок, ніж при класичному контролі часу (60 або 120 хвилин кожному гравцю).

## Різновиди швидких шахів
Існують окремі назви для різних меж тривалості гри:
- Швидкі шахи — більш ніж 10, але менш ніж 60 хвилин кожному гравцю. Може бути «моментальна смерть», коли суперники грають без додавання часу на кожен хід, або ж вони можуть отримувати невелику добавку за кожен хід[1].
- Бліц — 10 хвилин або менше кожному гравцю. Може бути «моментальна смерть», коли суперники грають без додавання часу на кожен хід, або ж вони можуть отримувати невелику добавку за кожен хід[1]. Найпоширеніший вид — три хвилини на партію плюс дві секунди за кожен хід.
- Куля — варіант бліцу з часовим контролем від 1 до 3 хвилин. Найпоширеніший вид — 2 хвилини на гру плюс 1 секунда за кожен хід.
- Армагеддон — гра, що обов'язково завершується перемогою одного з гравців, оскільки нічия означає перемогу чорних. Зате білі мають на одну хвилину більше часу перед початком партії: 6 до 5, або 5 до 4 хвилин. Гра може також проходити з невеликим додаванням часу за кожен хід.

### Чемпіони світу з бліцу
| #  | Ім'я                             | Рік  | Країна        |
| -- | -------------------------------- | ---- | ------------- |
| 1  | Боббі Фішер                      | 1970 | США           |
| 2  | Михайло Таль                     | 1988 | СРСР          |
| 3  | Вішванатан Ананд                 | 2000 | Індія         |
| 4  | Олександр Грищук                 | 2006 | Росія         |
| 5  | Василь Іванчук                   | 2007 | Україна       |
| 6  | Леньєр Домінгес                  | 2008 | Куба          |
| 7  | Маґнус Карлсен                   | 2009 | Норвегія      |
| 8  | Левон Аронян                     | 2010 | Вірменія      |
| 9  | Олександр Грищук (2)             | 2012 | Росія         |
| 10 | Ле Куанг Льєм                    | 2013 | В'єтнам       |
| 11 | Маґнус Карлсен (2)               | 2014 | Норвегія      |
| 12 | Олександр Грищук (3)             | 2015 | Росія         |
| 13 | Сергій Карякін                   | 2016 | Росія         |
| 14 | Маґнус Карлсен (3)               | 2017 | Норвегія      |
| 15 | Маґнус Карлсен (4)               | 2018 | Норвегія      |
| 16 | Маґнус Карлсен (5)               | 2019 | Норвегія      |
| 17 | Максим Ваш'є-Лаграв (5)          | 2021 | Франція       |
| 18 | Маґнус Карлсен (6)               | 2022 | Норвегія      |
| 19 | Маґнус Карлсен (7)               | 2023 | Норвегія      |
| 20 | Маґнус Карлсен (8) Ян Непомнящий | 2024 | Норвегія ФІДЕ |

| #  | Ім'я                   | Рік  | Країна    |
| -- | ---------------------- | ---- | --------- |
| 1  | Сьюзен Полгар          | 1992 | Угорщина  |
| 2  | Катерина Лагно         | 2010 | Україна   |
| 3  | Валентина Гуніна       | 2012 | Росія     |
| 4  | Анна Музичук           | 2014 | Словенія  |
| 5  | Анна Музичук (2)       | 2016 | Україна   |
| 6  | Нана Дзагнідзе         | 2017 | Грузія    |
| 7  | Катерина Лагно (2)     | 2018 | Росія     |
| 8  | Катерина Лагно (3)     | 2019 | Росія     |
| 9  | Бібісара Асаубаєва     | 2021 | Казахстан |
| 10 | Бібісара Асаубаєва (2) | 2022 | Казахстан |
| 11 | Валентина Гуніна (2)   | 2023 | ФІДЕ      |
| 12 | Цзюй Веньцзюнь         | 2024 | КНР       |

### Чемпіони світу зі швидких шахів
| #  | Ім'я                  | Рік  | Країна      |
| -- | --------------------- | ---- | ----------- |
| 1  | Гаррі Каспаров        | 2001 | Росія       |
| 2  | Вішванатан Ананд      | 2003 | Індія       |
| 3  | Левон Аронян          | 2009 | Вірменія    |
| 4  | Гата Камський         | 2010 | США         |
| 5  | Сергій Карякін        | 2012 | Росія       |
| 6  | Шахріяр Мамед'яров    | 2013 | Азербайджан |
| 7  | Маґнус Карлсен        | 2014 | Норвегія    |
| 8  | Маґнус Карлсен (2)    | 2015 | Норвегія    |
| 9  | Василь Іванчук        | 2016 | Україна     |
| 10 | Вішванатан Ананд (2)  | 2017 | Індія       |
| 11 | Данило Дубов          | 2018 | Росія       |
| 12 | Маґнус Карлсен (3)    | 2019 | Норвегія    |
| 13 | Нодірбек Абдусатторов | 2021 | Узбекистан  |
| 14 | Маґнус Карлсен (4)    | 2022 | Норвегія    |
| 15 | Маґнус Карлсен (5)    | 2023 | Норвегія    |
| 16 | Володар Мурзін        | 2024 | ФІДЕ        |

| #  | Ім'я                | Рік  | Країна   |
| -- | ------------------- | ---- | -------- |
| 1  | Сьюзен Полгар       | 1992 | Угорщина |
| 2  | Антоанета Стефанова | 2012 | Болгарія |
| 3  | Катерина Лагно      | 2014 | Україна  |
| 4  | Анна Музичук        | 2016 | Україна  |
| 5  | Цзюй Веньцзюнь      | 2017 | КНР      |
| 6  | Цзюй Веньцзюнь (2)  | 2018 | КНР      |
| 7  | Гампі Конеру        | 2019 | Індія    |
| 8  | Олександра Костенюк | 2021 | Росія    |
| 9  | Тань Чжун'ї         | 2022 | КНР      |
| 10 | Анастасія Боднарук  | 2023 | ФІДЕ     |
| 11 | Гампі Конеру (2)    | 2024 | Індія    |